# Doidalses
Doidalses – rzeźbiarz grecki pochodzący z Bitynii, aktywny około połowy III wieku p.n.e. w Nikomedii.
Najsłynniejszym dziełem Doidalsesa był posąg Przykucniętej Afrodyty, gdzie bogini została uchwycona w pozycji charakterystycznej dla kobiet greckich w kąpieli. Posąg cechuje dynamiczna, w pełni przestrzenna kompozycja i miękki, realistyczny modelunek. Rzeźba oryginalna nie zachowała się, zachowały się natomiast jej liczne rzymskie, marmurowe kopie, w tym najbliższa oryginałowi jest ta znaleziona w Willi Hadriana w Tivoli. Prawdopodobnie Doidalses wykonał też dla świątyni w Nikomedii kultowy posąg Zeusa Stratiosa, znany wyłącznie z wyobrażeń na monetach bityńskich.